# 俞顯卿
俞顯卿（？—？），字子如，號識軒，直隸上海人，明朝政治人物，進士出身。

## 生平
嘉靖四十年（1561年）辛酉科應天府鄉試第一百九名。萬曆十一年（1583年）登進士第二甲第二十八名。工部觀政，次年授刑部主事。顯卿精通理學，修身嚴厲剛毅。早年舉孝廉，即留心民間疾苦，有范仲淹先憂後樂之志。穆宗末年，有奸民誣告絕田，牽連騷擾，幾至煽亂。顯卿為了老百姓呈遞給官府的文書，令耆民羅奉等人抄呈巡撫張佳胤。遂停止備文上奏，百姓因而賴以安定。顯卿過去在朝為官時。曾與同為刑部主事的屠隆有嫌隙，心裡很是怨恨屠隆。遂上疏明神宗，稱屠隆與西寧侯宋世恩淫縱，而且其中語帶牽涉到禮部尚書陳經邦。屠隆等人則上疏為自己申訴，並列出顯卿心懷仇恨，刻意假造罪名加以陷害自己罪狀。明神宗看後極為惱怒，並責成有司將屠隆革職，同時亦將俞顯卿罷免，並停西寧侯宋世恩俸祿半年。顯卿辭官後，在家閑住，閉門清修，推崇事父母孝順、對兄弟友愛等理念。執父喪這三年間，均以草菜為食，又變賣家園以成葬禮，士人談論此事，對其很是敬重。

## 家庭及關聯
曾祖父俞宗源、祖父俞楠、父親俞煬。母徐氏。